# 光荣乡
光荣乡，是中华人民共和国黑龙江省绥化市明水县下辖的一个乡镇级行政单位。

## 行政区划
光荣乡下辖以下地区：
黎明村、光荣村、曙光村、金山村、山头村、建国村和立志村。